# Віва (фільм, 2015)
«Ві́ва» (ісп. Viva) — кубинсько-ірландський драматичний фільм, знятий Педді Бретнеком. Світова прем'єра стрічки відбулась 4 вересня 2015 року на кінофестивалі в Телларайді.
Фільм був висунутий Ірландією на премію «Оскар» за «найкращий фільм іноземною мовою».

## У ролях
- Гектор Медіна — Хесус
- Хорхе Перугоррія — Енджел
- Луїс Альберто Гарсія — Мама
- Рената Мейкел Мечін Бланко — Памела
- Луїс Мануель Альварес — Сінді
- Паула Андреа Алі Рівера — Ніта

## Визнання
| Нагороди та номінації фільму «Віва» | Нагороди та номінації фільму «Віва»             | Нагороди та номінації фільму «Віва» | Нагороди та номінації фільму «Віва» | Нагороди та номінації фільму «Віва» | Нагороди та номінації фільму «Віва» |
| Рік                                 | Кінопремія / Кінофестиваль                      | Категорія / Нагорода                | Номінант                            | Результат                           |                                     |
| ----------------------------------- | ----------------------------------------------- | ----------------------------------- | ----------------------------------- | ----------------------------------- | ----------------------------------- |
| 2016                                | Міжнародний кінофестиваль у Санта-Барбарі       | Приз «ADL Stand Up»                 | «Віва»                              | Перемога                            |                                     |
| 2016                                | Київський міжнародний кінофестиваль «Молодість» | Приз «Сонячний зайчик»              | «Віва»                              | Номінація                           |                                     |